# Kevin Gloor
Kevin Gloor (* 26. April 1983 in Aarau) ist ein ehemaliger Schweizer Eishockeyspieler, der über viele Jahre bei den ZSC Lions und dem EHC Biel in der National League A aktiv war.

## Karriere
Kevin Gloor begann seine Karriere als Eishockeyspieler in der Jugend des EV Zug, für dessen Profimannschaft er in der Saison 2001/02 sein Debüt in der Nationalliga A gab, wobei er in fünf Spielen zum Einsatz kam. Weitere zwei Partien absolvierte der Angreifer in dieser Spielzeit für den EHC Basel in der Nationalliga B. Von 2002 bis 2004 stand der Schweizer je eine Spielzeit lang für die NLB-Klubs EHC Olten und GCK Lions auf dem Eis. Anschliessend erhielt er einen Vertrag bei den ZSC Lions aus der Nationalliga A, mit dem er in der Saison 2007/08 erstmals Schweizer Meister wurde. Durch diesen Erfolg qualifizierte er sich mit seiner Mannschaft für die neu gegründete Champions Hockey League, die er in der Saison 2008/09 mit den ZSC Lions gewann, nachdem er sich mit seinem Team im Finale gegen den HK Metallurg Magnitogorsk aus der Kontinentalen Hockey-Liga durchsetzte.
Zwischen 2009 und 2015 spielte er für den EHC Biel, ehe er seine Karriere im März 2015 beendete.

### International
Für die Schweiz nahm Gloor an der U20-Junioren-Weltmeisterschaft 2003 teil, bei der er mit seiner Mannschaft den siebten Platz belegte.

## Erfolge und Auszeichnungen
- 2008 Schweizer Meister mit den ZSC Lions
- 2009 Champions-Hockey-League-Gewinn mit den ZSC Lions

## Karrierestatistik
(Legende zur Spielerstatistik: Sp oder GP = absolvierte Spiele; T oder G = erzielte Tore; V oder A = erzielte Assists; Pkt oder Pts = erzielte Scorerpunkte; SM oder PIM = erhaltene Strafminuten; +/− = Plus/Minus-Bilanz; PP = erzielte Überzahltore; SH = erzielte Unterzahltore; GW = erzielte Siegtore; 1 Play-downs/Relegation; Kursiv: Statistik nicht vollständig)